# Polifonia
Polifonia, em música, é uma técnica compositiva que produz uma textura sonora específica, em que duas ou mais vozes se desenvolvem preservando um caráter melódico e rítmico, em contraste privada  à monofonia, onde só uma voz existe ou, se há outras, seguem a principal em uníssono ou à distância de oitava(s), ou apenas tecem floreios em torno da principal; à monodia, onde uma voz melódica é acompanhada ou não de acordes sem caráter melódico próprio, e à homofonia e ao contraponto, onde as várias vozes se movem com ritmo idêntico ou muito semelhante de modo a formar acordes nítidos, podendo elas ou não ter um caráter melódico próprio e pronunciado. A palavra vem do grego e significa várias vozes.
No contexto da música erudita do ocidente, polifonia usualmente se refere à música composta na Idade Média tardia e no Renascimento, quando era a técnica de composição mais usual, mas formas barrocas como a fuga também são claramente polifônicas. Num sentido estrito, significando simplesmente várias vozes, a polifonia também engloba a homofonia e o contraponto.

Desde o princípio dos tempos a música é feita de maneira homofônica, ou seja, uma melodia única, linear, com somente acompanhamento rítmico. Na Europa medieval, a monodia prevaleceu com o Cantus Firmus e o Canto Gregoriano. 

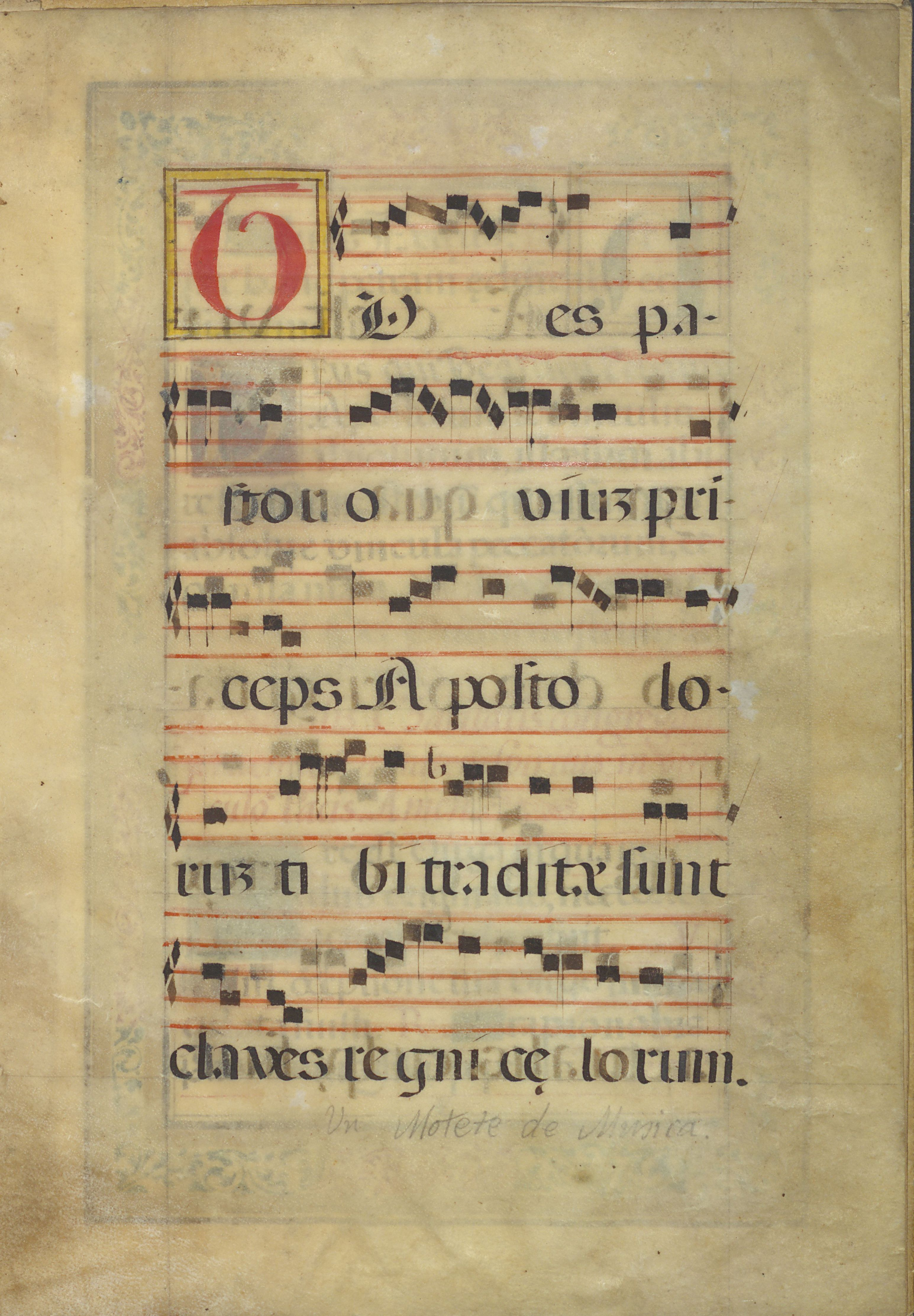
A333229 0006

 No século X iniciou-se a prática de escrever música para vozes em intervalos de oitavas e quintas. Este processo se desenvolveu e teve seu apogeu no século XV, onde a técnica do contraponto era altamente difundida. Tem-se por contraponto a técnica de contrapor melodias, ou seja, cantar melodias diferentes ao mesmo tempo.
Este procedimento criou uma resultante musical nova, que era a verticalidade musical, ou seja, notas sobrepostas, soando ao mesmo tempo. Com o temperamento esta nova técnica musical resultou na harmonia.

## História
As primeiras obras polifônicas surgem na alta Idade Média, ainda no ambiente profano, sob a forma de cânones. A prova mais antiga existente de uma tentativa para estabelecer regras na polifonia primitiva da música ocidental se encontra em um método publicado no Século IX com o título em Latim, Musica enchiriadis. A música religiosa desenvolve o estilo a partir dos organum. 
A maioria das músicas desse período até o início do barroco serão predominantemente polifônicas. 
No século XX, a polifonia ainda alcançará um grande destaque com a técnica dodecafônica criada por Arnold Schoenberg, onde ela volta a assumir um aspecto linear como os contrapontos renascentistas, em oposição à harmonia movimentada, também chamada de contraponto, vigente no século XIX.

## Cronologia
- Século IX - primeiras formas polifônicas em que se tem o registro (organum). "Musica enchiriadis" é publicado.
- Século XII - auge da composição de organa.
- Século XIV - formas polifônicas da Ars Nova.
- Séculos XV e XVI - contraponto renascentista.
- Século XVII - contraponto barroco.
- Século XIX - contraponto no estilo de Albrechtsberger (harmonia movimentada).
- Século XX - contraponto dodecafônico de Schoenberg.